# EMUI
EMUI (до версии 3.0 Emotion UI, в смартфонах Honor с 2019 года - Magic UI, а после - MagicOS 7.1 и  MagicOS) — оболочка ОС Android и Harmony OS, разработанная компанией Huawei для своих смартфонов. По мнению создателей, должна сочетать простоту и удобство использования гаджетов Huawei.

## История
Первые сведения о новой разработке компании появились на выставке CTIA Wireless 2012, которая проходила с 8 по 10 мая 2012 года в Новом Орлеане, США. Тогда вице-президент по маркетингу американского подразделения Huawei Device James Jiang сообщил, что компания разрабатывает собственный уникальный пользовательский интерфейс для устройств под управлением Android. Интерфейсная оболочка получит название Emotion UI.
Таким образом Huawei старается не отставать от других участников ИТ-индустрии, которые уже показали свои наработки в области дизайна графических оболочек (HTC с Sense, Samsung с TouchWiz, и др.).
Первый показ Emotion UI состоялся на выставке бытовой электроники IFA 2012 в Берлине; здесь же на выставке представители компании предлагали всем желающим высказать свои предложения насчёт удобства использования интерфейса и пожелания новых функций, которые хотелось бы видеть в нём. 

«Emotion UI — это отражение философии эмпатичного дизайна, созданного пользователями и для пользователей. Команда отнеслась к этому вопросу очень сознательно, поставив людей превыше технологий».
— Dennis Poon, главный директор по дизайну интерфейса в Huawei Device
Первым устройством с интерфейсом Emotion UI стал Huawei Ascend P1 под управлением Android 4.0.

### Версии
Версия EMUI 5.1 была представлена в конце февраля 2017 года.
На следующем шаге разработки компания Huawei изменила нумерацию версий оболочки, пропустив 6-ю и 7-ю версии.
В октябре 2017 года был представлен смартфон Huawei Mate 10, работающий под управлением Android 8.0 с оболочкой EMUI 8.0, таким образом, номер версии Emotion UI с этого момента соответствует номеру версии Андроид.

## Основные возможности и особенности
Интерфейсная оболочка включает в себя:
- Один рабочий стол. Основной рабочий стол с широкими возможностями настройки пространства с помощью специальных виджетов.
- Интеллектуальное руководство для начинающих пользователей. Включает контекстно проиллюстрированную систему помощи, появляющуюся в тех местах интерфейса, где необходима справочная информация.
- Голосовой помощник. Позволяет управлять различными функциями смартфона при помощи голосовых команд
- Персонализация. Возможность изменения темы, обоев и шрифтов. Дополнительные темы доступны для скачивания из облачного сервиса компании.
- Система обнаружения устройства. Позволяет подключаться к устройству и управлять им дистанционно.

## Устройства
Оболочка установлена на следующих смартфонах Huawei:
- Ascend P1[3]
- Ascend P2[10]
- Ascend P1E[3]
- Ascend P6
- Ascend P9 Lite
- Ascend D1[9]
- Ascend D2[11]
- Ascend G7
- Ascend D Quad[9]
- Ascend Mate[12]
- Mate 8
- Mate 9
- Mate 10
- Mate 10 Pro
- Mate 10 Lite
- Mate 20 lite
- Mate 20 Pro
- Mate 20
- Mate 20 X
- Mate 30
- Honor[3]
- Honor Play
- Honor Play 3
- Honor 2[13]
- Honor 3
- Honor 3C
- Honor 3X
- Honor 4X
- Honor 4C
- Honor 4C Pro
- Honor 5A
- Honor 5X
- Honor 5C
- Honor 6
- Honor 6A
- Honor 6C
- Honor 6C Pro
- Honor 6X
- Honor 7
- Honor 7A
- Honor 7C
- Honor 7X
- Honor 8
- Honor 8A
- Honor 8C
- Honor 8S
- Honor 8X
- Honor 8X Max
- Honor 9
- Honor 9 Lite
- Honor 9X
- Honor 10
- Honor 10 Lite
- Honor 10i
- Honor 20
- Honor 20 Lite
- Huawei P Smart
- Huawei P Smart 2019[14]
- Huawei P9
- Huawei Y5 2017
- Huawei Y5 2018 Prime
- Huawei Y5 2018 Lite
- Huawei Y5 2019
- Huawei Y6 2018 Prime
- Huawei Y6 2019
- Huawei Y7 2019
- Huawei Y9 2018
- Huawei Y9 2019
- Huawei P9 Plus
- Huawei P9 lite
- Huawei P10[15]
- Huawei P10 Plus
- Huawei P10 lite
- Huawei P20
- Huawei P20 Lite
- Huawei P20 Pro
- Huawei P30
- Huawei P30 Pro
- Huawei P30 Lite
- Huawei Ascend P6
- Huawei Ascend P7
- Huawei Nova
- Huawei Nova lite
- Huawei Nova 2
- Huawei Nova 2i
- Huawei Nova 3
- Huawei Nova 3i
- Huawei Nova 5t
- Huawei GT3
- Huawei Y300
- Huawei G510
- Huawei G610
- Huawei G700
- Huawei G710
- Huawei G740
- Huawei G750
- Huawei G780
- Huawei MediaPad X1
- Huawei GR3
- Huawei MediaPad X2
- Huawei MediaPad
- Huawei MediaPad T1
- Huawei MediaPad M2
- Huawei MediaPad M3
- Huawei MediaPad M3 lite
- Huawei MediaPad M5
- Huawei MediaPad M5 lite
- Huawei MediaPad M6
- Huawei MediaPad T3
- Huawei MediaPad T5
- Huawei MatePad T8
- Huawei MatePad T10
- Huawei MatePad T10s
- Huawei MatePad Pro

## Интересные факты
- Установка оболочки возможна на смартфоны Huawei c операционной системой не младше версии 4.0 ICS
- В планах Huawei значатся выпуск новой версии оболочки каждые 2 недели и ежемесячный стабильный релиз[6].
- На официальном сайте, посвящённом Emotion UI, проходит голосование за модели телефонов компании, на которых пользователи хотели бы видеть интерфейс[9].
- Отсутствует поддержка SBC-XQ, а начиная с EMUI 9.1 убрана поддержка AptX, что делает невозможным прослушивание музыки в хорошем качестве через бо́льшую часть беспроводных наушников.